# Sociedade Algodoeira do Nordeste Brasileiro
A Sociedade Algodoeira do Nordeste Brasileiro, também conhecida como SANBRA, foi uma empresa exportadora de algodão do Nordeste, conhecida também por seus óleos alimentícios. Hoje, a SANBRA se tornou Bunge, e mantém a maioria da suas marcas.